# Liste des monuments historiques protégés en 1963
Cet article recense les monuments historiques français classés ou inscrits en 1963.

## Protections
| Édifice                                                                               | Commune                        | Département             | Région                     | Protection | Base Mérimée                         | Coordonnées                        | Image |
| ------------------------------------------------------------------------------------- | ------------------------------ | ----------------------- | -------------------------- | ---------- | ------------------------------------ | ---------------------------------- | ----- |
| Église Saint-Martin                                                                   | Laféline                       | Allier                  | Auvergne-Rhône-Alpes       | classé     | « PA00093130 », notice no PA00093130 | 46° 20′ 57″ nord, 3° 10′ 04″ est   |       |
| Église Saint-Sulpice                                                                  | Louroux-de-Beaune              | Allier                  | Auvergne-Rhône-Alpes       | inscrit    | « PA00093139 », notice no PA00093139 | 46° 17′ 33″ nord, 2° 51′ 17″ est   |       |
| Hôtel Chabot                                                                          | Moulins                        | Allier                  | Auvergne-Rhône-Alpes       | inscrit    | « PA00093199 », notice no PA00093199 | 46° 34′ 01″ nord, 3° 20′ 15″ est   |       |
| Église Saint-Marcel                                                                   | Saint-Marcel-en-Murat          | Allier                  | Auvergne-Rhône-Alpes       | classé     | « PA00093278 », notice no PA00093278 | 46° 19′ 13″ nord, 3° 00′ 32″ est   |       |
| Pont romain                                                                           | Ganagobie                      | Alpes-de-Haute-Provence | Provence-Alpes-Côte d'Azur | classé     | « PA00080403 », notice no PA00080403 | 43° 59′ 05″ nord, 5° 54′ 31″ est   |       |
| Pont romain                                                                           | Lurs                           | Alpes-de-Haute-Provence | Provence-Alpes-Côte d'Azur | classé     | « PA00080412 », notice no PA00080412 | 43° 59′ 05″ nord, 5° 54′ 31″ est   |       |
| Église des Dominicains de la Baume                                                    | Sisteron                       | Alpes-de-Haute-Provence | Provence-Alpes-Côte d'Azur | classé     | « PA00080495 », notice no PA00080495 | 44° 12′ 09″ nord, 5° 56′ 50″ est   |       |
| Grotte du Lazaret                                                                     | Nice                           | Alpes-Maritimes         | Provence-Alpes-Côte d'Azur | classé     | « PA00080796 », notice no PA00080796 | 43° 41′ 27″ nord, 7° 17′ 41″ est   |       |
| Église Saint-Véran                                                                    | Utelle                         | Alpes-Maritimes         | Provence-Alpes-Côte d'Azur | classé     | « PA00080900 », notice no PA00080900 | 43° 55′ 00″ nord, 7° 14′ 52″ est   |       |
| Hôtel Goudard-Ruelle                                                                  | Aubenas                        | Ardèche                 | Auvergne-Rhône-Alpes       | inscrit    | « PA00116633 », notice no PA00116633 | 44° 37′ 14″ nord, 4° 23′ 16″ est   |       |
| Château de Chambonas                                                                  | Chambonas                      | Ardèche                 | Auvergne-Rhône-Alpes       | inscrit    | « PA00116681 », notice no PA00116681 | 44° 25′ 02″ nord, 4° 07′ 43″ est   |       |
| Château des Célestins                                                                 | Colombier-le-Cardinal          | Ardèche                 | Auvergne-Rhône-Alpes       | lassé M    | « PA00116690 », notice no PA00116690 | 45° 16′ 03″ nord, 4° 44′ 15″ est   |       |
| Église Saint-Loup de Mercuer                                                          | Mercuer                        | Ardèche                 | Auvergne-Rhône-Alpes       | inscrit    | « PA00116729 », notice no PA00116729 | 44° 37′ 53″ nord, 4° 21′ 30″ est   |       |
| Commanderie de l'Hôpital                                                              | Montpezat-sous-Bauzon          | Ardèche                 | Auvergne-Rhône-Alpes       | inscrit    | « PA00116734 », notice no PA00116734 | 44° 42′ 44″ nord, 4° 12′ 28″ est   |       |
| Collégiale Saint-Vivent de Braux                                                      | Bogny-sur-Meuse                | Ardennes                | Grand Est                  | inscrit    | « PA00078349 », notice no PA00078349 | 49° 51′ 03″ nord, 4° 46′ 04″ est   |       |
| Calvaire de Jandun                                                                    | Jandun                         | Ardennes                | Grand Est                  | classé     | « PA00078454 », notice no PA00078454 | 49° 39′ 49″ nord, 4° 33′ 35″ est   |       |
| Abbaye de Laval Dieu                                                                  | Monthermé                      | Ardennes                | Grand Est                  | classé     | « PA00078467 », notice no PA00078467 | 49° 52′ 55″ nord, 4° 44′ 39″ est   |       |
| Maison                                                                                | Bar-sur-Aube                   | Aube                    | Grand Est                  | inscrit    | « PA00078039 », notice no PA00078039 | 48° 13′ 54″ nord, 4° 42′ 16″ est   |       |
| Maison                                                                                | Bar-sur-Aube                   | Aube                    | Grand Est                  | inscrit    | « PA00078038 », notice no PA00078038 | 48° 13′ 53″ nord, 4° 42′ 17″ est   |       |
| Église Saint-Martin                                                                   | Pont-sur-Seine                 | Aube                    | Grand Est                  | classé     | « PA00078188 », notice no PA00078188 | 48° 31′ 03″ nord, 3° 35′ 49″ est   |       |
| Abbaye Saint-Loup                                                                     | Troyes                         | Aube                    | Grand Est                  | inscrit    | « PA00078248 », notice no PA00078248 | 48° 18′ 03″ nord, 4° 04′ 49″ est   |       |
| Château                                                                               | Vendeuvre-sur-Barse            | Aube                    | Grand Est                  | inscrit    | « PA00078296 », notice no PA00078296 | 48° 14′ 14″ nord, 4° 28′ 21″ est   |       |
| Four de potier                                                                        | Palaja                         | Aude                    | Occitanie                  | classé     | « PA00102847 », notice no PA00102847 |                                    |       |
| Silo                                                                                  | Rieux-Minervois                | Aude                    | Occitanie                  | inscrit    | « PA00102875 », notice no PA00102875 | 43° 17′ 00″ nord, 2° 35′ 03″ est   |       |
| Pech Maho                                                                             | Sigean                         | Aude                    | Occitanie                  | classé     | « PA00102905 », notice no PA00102905 | 43° 02′ 44″ nord, 2° 57′ 26″ est   |       |
| Château des Bourines                                                                  | Bertholène                     | Aveyron                 | Occitanie                  | classé     | « PA00093965 », notice no PA00093965 | 44° 25′ 08″ nord, 2° 48′ 34″ est   |       |
| Château                                                                               | Osthoffen                      | Bas-Rhin                | Grand Est                  | inscrit    | « PA00084877 », notice no PA00084877 | 48° 35′ 03″ nord, 7° 33′ 12″ est   |       |
| Château de la Gaude                                                                   | Aix-en-Provence                | Bouches-du-Rhône        | Provence-Alpes-Côte d'Azur | classé     | « PA00080988 », notice no PA00080988 | 43° 34′ 08″ nord, 5° 28′ 43″ est   |       |
| Pont des Premières Eaux                                                               | Aix-en-Provence                | Bouches-du-Rhône        | Provence-Alpes-Côte d'Azur | classé     | « PA00080972 », notice no PA00080972 | 43° 32′ 04″ nord, 5° 27′ 20″ est   |       |
| Remparts gallo-romains                                                                | Aix-en-Provence                | Bouches-du-Rhône        | Provence-Alpes-Côte d'Azur | classé     | « PA00081091 », notice no PA00081091 | 43° 31′ 49″ nord, 5° 26′ 14″ est   |       |
| Hôtel-Dieu                                                                            | Marseille                      | Bouches-du-Rhône        | Provence-Alpes-Côte d'Azur | inscrit    | « PA00081349 », notice no PA00081349 | 43° 17′ 54″ nord, 5° 22′ 11″ est   |       |
| Hôtel de préfecture du Calvados                                                       | Caen                           | Calvados                | Normandie                  | classé     | « PA00111153 », notice no PA00111153 | 49° 10′ 48″ nord, 0° 21′ 54″ ouest |       |
| Château d'Harcourt                                                                    | Thury-Harcourt                 | Calvados                | Normandie                  | inscrit    | « PA00111745 », notice no PA00111745 | 48° 59′ 15″ nord, 0° 28′ 50″ ouest |       |
| Chapelle Notre-Dame-du-Val                                                            | Tilly-sur-Seulles              | Calvados                | Normandie                  | classé     | « PA00111748 », notice no PA00111748 | 49° 10′ 29″ nord, 0° 37′ 36″ ouest |       |
| Château de la Trémolière                                                              | Anglards-de-Salers             | Cantal                  | Auvergne-Rhône-Alpes       | inscrit    | « PA00093438 », notice no PA00093438 | 45° 12′ 22″ nord, 2° 26′ 27″ est   |       |
| Hôpital abbatial Saint-Géraud                                                         | Aurillac                       | Cantal                  | Auvergne-Rhône-Alpes       | classé     | « PA00093462 », notice no PA00093462 | 44° 55′ 55″ nord, 2° 26′ 51″ est   |       |
| Tour de Marlat                                                                        | Auzers                         | Cantal                  | Auvergne-Rhône-Alpes       | inscrit    | « PA00093471 », notice no PA00093471 | 45° 16′ 20″ nord, 2° 26′ 34″ est   |       |
| Église Saint-Léger                                                                    | Cheylade                       | Cantal                  | Auvergne-Rhône-Alpes       | classé     | « PA00093496 », notice no PA00093496 | 45° 12′ 30″ nord, 2° 42′ 56″ est   |       |
| Chapiteau roman                                                                       | Drugeac                        | Cantal                  | Auvergne-Rhône-Alpes       | classé     | « PA00093507 », notice no PA00093507 | 45° 09′ 56″ nord, 2° 23′ 11″ est   |       |
| Église Saint-Jacques-le-Majeur                                                        | Lanobre                        | Cantal                  | Auvergne-Rhône-Alpes       | classé     | « PA00093525 », notice no PA00093525 | 45° 26′ 12″ nord, 2° 32′ 03″ est   |       |
| Église Saint-Victor-et-Sainte-Madeleine de Chastel-Marlhac                            | Le Monteil                     | Cantal                  | Auvergne-Rhône-Alpes       | inscrit    | « PA00093553 », notice no PA00093553 | 45° 19′ 21″ nord, 2° 30′ 57″ est   |       |
| Église Saint-Rémi                                                                     | Saint-Rémy-de-Chaudes-Aigues   | Cantal                  | Auvergne-Rhône-Alpes       | inscrit    | « PA00093654 », notice no PA00093654 | 44° 46′ 32″ nord, 3° 01′ 51″ est   |       |
| Croix de carrefour                                                                    | Vebret                         | Cantal                  | Auvergne-Rhône-Alpes       | classé     | « PA00093709 », notice no PA00093709 | 45° 20′ 23″ nord, 2° 31′ 12″ est   |       |
| Hôtel Mousnier-Longpré                                                                | Angoulême                      | Charente                | Nouvelle-Aquitaine         | inscrit    | « PA00104210 », notice no PA00104210 | 45° 38′ 58″ nord, 0° 09′ 09″ est   |       |
| Chapelle monolithe Saint-Georges de Gurat                                             | Gurat                          | Charente                | Nouvelle-Aquitaine         | inscrit    | « PA00104383 », notice no PA00104383 | 45° 25′ 46″ nord, 0° 16′ 13″ est   |       |
| Château de la Foy                                                                     | Mouthiers-sur-Boëme            | Charente                | Nouvelle-Aquitaine         | inscrit    | « PA00104436 », notice no PA00104436 | 45° 33′ 54″ nord, 0° 08′ 12″ est   |       |
| Château de Crazannes                                                                  | Crazannes                      | Charente-Maritime       | Nouvelle-Aquitaine         | inscrit    | « PA00104664 », notice no PA00104664 | 45° 50′ 42″ nord, 0° 41′ 38″ ouest |       |
| Croix de chemin de Saint-Ciers-du-Taillon                                             | Saint-Ciers-du-Taillon         | Charente-Maritime       | Nouvelle-Aquitaine         | inscrit    | « PA00105164 », notice no PA00105164 | 45° 25′ 43″ nord, 0° 38′ 12″ ouest |       |
| Maison de la Tournelle                                                                | Bourges                        | Cher                    | Centre-Val de Loire        | inscrit    | « PA00096726 », notice no PA00096726 | 47° 04′ 53″ nord, 2° 23′ 52″ est   |       |
| Manoir du Beugnon                                                                     | Bourges                        | Cher                    | Centre-Val de Loire        | inscrit    | « PA00096734 », notice no PA00096734 | 47° 04′ 17″ nord, 2° 23′ 27″ est   |       |
| Château de Béthune                                                                    | La Chapelle-d'Angillon         | Cher                    | Centre-Val de Loire        | inscrit    | « PA00096757 », notice no PA00096757 | 47° 21′ 40″ nord, 2° 26′ 07″ est   |       |
| Château de Meillant                                                                   | Meillant                       | Cher                    | Centre-Val de Loire        | classé     | « PA00096841 », notice no PA00096841 | 46° 46′ 59″ nord, 2° 30′ 15″ est   |       |
| Église Saint-Étienne de Chameyrat                                                     | Chameyrat                      | Corrèze                 | Nouvelle-Aquitaine         | inscrit    | « PA00099706 », notice no PA00099706 | 45° 14′ 01″ nord, 1° 41′ 52″ est   |       |
| Église Saint-Pantaléon de Saint-Pantaléon-de-Lapleau                                  | Saint-Pantaléon-de-Lapleau     | Corrèze                 | Nouvelle-Aquitaine         | classé     | « PA00099872 », notice no PA00099872 | 45° 18′ 28″ nord, 2° 10′ 50″ est   |       |
| Église Saint-Pantaléon de Saint-Pantaléon-de-Larche                                   | Saint-Pantaléon-de-Larche      | Corrèze                 | Nouvelle-Aquitaine         | inscrit    | « PA00099873 », notice no PA00099873 | 45° 08′ 27″ nord, 1° 26′ 50″ est   |       |
| Tour de Treignac                                                                      | Treignac                       | Corrèze                 | Nouvelle-Aquitaine         | inscrit    | « PA00099904 », notice no PA00099904 | 45° 32′ 13″ nord, 1° 47′ 45″ est   |       |
| Pont sur la Vézère                                                                    | Treignac                       | Corrèze                 | Nouvelle-Aquitaine         | inscrit    | « PA00099910 », notice no PA00099910 | 45° 32′ 21″ nord, 1° 47′ 38″ est   |       |
| Immeuble                                                                              | Tulle                          | Corrèze                 | Nouvelle-Aquitaine         | inscrit    | « PA00099918 », notice no PA00099918 | 45° 16′ 06″ nord, 1° 46′ 18″ est   |       |
| Église Saint-Julien d'Ussac                                                           | Ussac                          | Corrèze                 | Nouvelle-Aquitaine         | inscrit    | « PA00099936 », notice no PA00099936 | 45° 11′ 33″ nord, 1° 30′ 31″ est   |       |
| Immeuble                                                                              | Ussel                          | Corrèze                 | Nouvelle-Aquitaine         | inscrit    | « PA00099940 », notice no PA00099940 | 45° 32′ 49″ nord, 2° 18′ 36″ est   |       |
| Maison de Tayac                                                                       | Uzerche                        | Corrèze                 | Nouvelle-Aquitaine         | inscrit    | « PA00099950 », notice no PA00099950 | 45° 25′ 31″ nord, 1° 33′ 53″ est   |       |
| Tour du puy d'Yssandon                                                                | Yssandon                       | Corrèze                 | Nouvelle-Aquitaine         | classé     | « PA00099963 », notice no PA00099963 | 45° 12′ 40″ nord, 1° 22′ 02″ est   |       |
| Église Saint-Hippolyte d'Yssandon                                                     | Yssandon                       | Corrèze                 | Nouvelle-Aquitaine         | classé     | « PA00099962 », notice no PA00099962 | 45° 12′ 30″ nord, 1° 22′ 07″ est   |       |
| Château de Lantenay                                                                   | Lantenay                       | Côte-d'Or               | Bourgogne-Franche-Comté    | classé     | « PA00112504 », notice no PA00112504 | 47° 20′ 36″ nord, 4° 52′ 14″ est   |       |
| Château de Lorges                                                                     | L'Hermitage-Lorge              | Côtes-d'Armor           | Bretagne                   | inscrit    | « PA00089202 », notice no PA00089202 | 48° 20′ 19″ nord, 2° 49′ 39″ ouest |       |
| Allée couverte du Chêne-Hut                                                           | Lamballe                       | Côtes-d'Armor           | Bretagne                   | classé     | « PA00089218 », notice no PA00089218 | 48° 29′ 22″ nord, 2° 27′ 45″ ouest |       |
| Chapelle Notre-Dame de Liscorno                                                       | Lannebert                      | Côtes-d'Armor           | Bretagne                   | inscrit    | « PA00089258 », notice no PA00089258 | 48° 38′ 54″ nord, 3° 01′ 06″ ouest |       |
| Maison du Chapelier                                                                   | Lannion                        | Côtes-d'Armor           | Bretagne                   | classé     | « PA00089273 », notice no PA00089273 | 48° 43′ 55″ nord, 3° 27′ 29″ ouest |       |
| Menhir du Petit Vauridel                                                              | Plaintel                       | Côtes-d'Armor           | Bretagne                   | classé     | « PA00089391 », notice no PA00089391 | 48° 23′ 58″ nord, 2° 47′ 41″ ouest |       |
| Deux menhirs                                                                          | Plénée-Jugon                   | Côtes-d'Armor           | Bretagne                   | classé     | « PA00089415 », notice no PA00089415 | 48° 20′ 57″ nord, 2° 27′ 28″ ouest |       |
| Maison                                                                                | Saint-Brieuc                   | Côtes-d'Armor           | Bretagne                   | inscrit    | « PA00089596 », notice no PA00089596 | 48° 30′ 54″ nord, 2° 45′ 46″ ouest |       |
| Allée couverte du Parc-Kerdic                                                         | Saint-Connan                   | Côtes-d'Armor           | Bretagne                   | classé     | « PA00089610 », notice no PA00089610 | 48° 25′ 07″ nord, 3° 02′ 06″ ouest |       |
| Dolmen de la Ville-Tinguy                                                             | Trégon                         | Côtes-d'Armor           | Bretagne                   | classé     | « PA00089697 », notice no PA00089697 | 48° 33′ 28″ nord, 2° 11′ 25″ ouest |       |
| Église Saint-Pierre d'Alleyrat                                                        | Alleyrat                       | Creuse                  | Nouvelle-Aquitaine         | inscrit    | « PA00099986 », notice no PA00099986 | 45° 59′ 23″ nord, 2° 08′ 49″ est   |       |
| Église Saint-Eutrope d'Arrènes                                                        | Arrènes                        | Creuse                  | Nouvelle-Aquitaine         | inscrit    | « PA00099988 », notice no PA00099988 | 46° 04′ 15″ nord, 1° 34′ 12″ est   |       |
| Chapelle gothique d'Azerables                                                         | Azerables                      | Creuse                  | Nouvelle-Aquitaine         | inscrit    | « PA00100001 », notice no PA00100001 | 46° 21′ 00″ nord, 1° 27′ 40″ est   |       |
| Église Saint-Pierre-et-Saint-Paul de Bazelat                                          | Bazelat                        | Creuse                  | Nouvelle-Aquitaine         | inscrit    | « PA00100005 », notice no PA00100005 | 46° 21′ 08″ nord, 1° 32′ 22″ est   |       |
| Tour de l'Horloge                                                                     | Bellegarde-en-Marche           | Creuse                  | Nouvelle-Aquitaine         | inscrit    | « PA00100006 », notice no PA00100006 | 45° 58′ 53″ nord, 2° 17′ 36″ est   |       |
| Maison                                                                                | Bourganeuf                     | Creuse                  | Nouvelle-Aquitaine         | inscrit    | « PA00100016 », notice no PA00100016 | 45° 57′ 15″ nord, 1° 45′ 21″ est   |       |
| Maison                                                                                | Boussac                        | Creuse                  | Nouvelle-Aquitaine         | inscrit    | « PA00100018 », notice no PA00100018 | 46° 20′ 56″ nord, 2° 12′ 44″ est   |       |
| Monastère de Chambon-sur-Voueize                                                      | Chambon-sur-Voueize            | Creuse                  | Nouvelle-Aquitaine         | inscrit    | « PA00100030 », notice no PA00100030 | 46° 11′ 20″ nord, 2° 25′ 35″ est   |       |
| Église Notre-Dame de Lorette                                                          | La Chapelle-Baloue             | Creuse                  | Nouvelle-Aquitaine         | inscrit    | « PA00100038 », notice no PA00100038 | 46° 21′ 33″ nord, 1° 34′ 36″ est   |       |
| Église Saint-Étienne de Faux-la-Montagne                                              | Faux-la-Montagne               | Creuse                  | Nouvelle-Aquitaine         | inscrit    | « PA00100062 », notice no PA00100062 | 45° 45′ 01″ nord, 1° 56′ 02″ est   |       |
| Tour de Felletin                                                                      | Felletin                       | Creuse                  | Nouvelle-Aquitaine         | inscrit    | « PA00100073 », notice no PA00100073 | 45° 52′ 59″ nord, 2° 10′ 21″ est   |       |
| Immeuble (niche d'angle)                                                              | Felletin                       | Creuse                  | Nouvelle-Aquitaine         | inscrit    | « PA00100069 », notice no PA00100069 | 45° 53′ 00″ nord, 2° 10′ 26″ est   |       |
| Croix de Gentioux-Pigerolles                                                          | Gentioux-Pigerolles            | Creuse                  | Nouvelle-Aquitaine         | inscrit    | « PA00100075 », notice no PA00100075 | 45° 47′ 17″ nord, 2° 01′ 51″ est   |       |
| Commanderie de Lavaufranche                                                           | Lavaufranche                   | Creuse                  | Nouvelle-Aquitaine         | classé     | « PA00100096 », notice no PA00100096 | 46° 19′ 02″ nord, 2° 16′ 09″ est   |       |
| Église Saint-Nicolas de Lépaud                                                        | Lépaud                         | Creuse                  | Nouvelle-Aquitaine         | inscrit    | « PA00100097 », notice no PA00100097 | 46° 14′ 20″ nord, 2° 23′ 13″ est   |       |
| Château de Mainsat                                                                    | Mainsat                        | Creuse                  | Nouvelle-Aquitaine         | inscrit    | « PA00100103 », notice no PA00100103 | 46° 03′ 07″ nord, 2° 23′ 12″ est   |       |
| Croix de cimetière du Mas-d'Artige                                                    | Le Mas-d'Artige                | Creuse                  | Nouvelle-Aquitaine         | inscrit    | « PA00100108 », notice no PA00100108 | 45° 43′ 44″ nord, 2° 11′ 48″ est   |       |
| Église Saint-Clair de Nouzerines                                                      | Nouzerines                     | Creuse                  | Nouvelle-Aquitaine         | inscrit    | « PA00100124 », notice no PA00100124 | 46° 23′ 19″ nord, 2° 06′ 28″ est   |       |
| Abbaye de Bonlieu                                                                     | Peyrat-la-Nonière              | Creuse                  | Nouvelle-Aquitaine         | inscrit    | « PA00100126 », notice no PA00100126 | 46° 05′ 16″ nord, 2° 18′ 36″ est   |       |
| Église Saint-Pierre-et-Saint-Paul de Poussanges                                       | Poussanges                     | Creuse                  | Nouvelle-Aquitaine         | inscrit    | « PA00100135 », notice no PA00100135 | 45° 49′ 33″ nord, 2° 12′ 47″ est   |       |
| Église Saint-Germain de Royère-de-Vassivière                                          | Royère-de-Vassivière           | Creuse                  | Nouvelle-Aquitaine         | inscrit    | « PA00100143 », notice no PA00100143 | 45° 50′ 31″ nord, 1° 54′ 43″ est   |       |
| Église Saint-Avit de Saint-Avit-de-Tardes                                             | Saint-Avit-de-Tardes           | Creuse                  | Nouvelle-Aquitaine         | inscrit    | « PA00100148 », notice no PA00100148 | 45° 55′ 03″ nord, 2° 17′ 10″ est   |       |
| Église Saint-Dizier de Saint-Dizier-les-Domaines                                      | Saint-Dizier-les-Domaines      | Creuse                  | Nouvelle-Aquitaine         | inscrit    | « PA00100151 », notice no PA00100151 | 46° 19′ 07″ nord, 2° 02′ 08″ est   |       |
| Église Saint-Georges de Saint-Georges-la-Pouge                                        | Saint-Georges-la-Pouge         | Creuse                  | Nouvelle-Aquitaine         | inscrit    | « PA00100162 », notice no PA00100162 | 45° 59′ 32″ nord, 1° 58′ 15″ est   |       |
| Croix de Sarsoux                                                                      | Saint-Martial-le-Vieux         | Creuse                  | Nouvelle-Aquitaine         | inscrit    | « PA00100174 », notice no PA00100174 | 45° 41′ 13″ nord, 2° 18′ 48″ est   |       |
| Croix de cimetière de Saint-Pardoux-d'Arnet                                           | Saint-Pardoux-d'Arnet          | Creuse                  | Nouvelle-Aquitaine         | classé     | « PA00100182 », notice no PA00100182 | 45° 52′ 49″ nord, 2° 20′ 03″ est   |       |
| Église Saint-Symphorien de Sainte-Feyre                                               | Sainte-Feyre                   | Creuse                  | Nouvelle-Aquitaine         | inscrit    | « PA00100155 », notice no PA00100155 | 46° 08′ 20″ nord, 1° 54′ 53″ est   |       |
| Église Saint-André-de-Bellefaye de Bellefaye                                          | Soumans                        | Creuse                  | Nouvelle-Aquitaine         | inscrit    | « PA00100204 », notice no PA00100204 | 46° 17′ 57″ nord, 2° 22′ 25″ est   |       |
| Église Saint-Pardoux de Vareilles                                                     | Vareilles                      | Creuse                  | Nouvelle-Aquitaine         | inscrit    | « PA00100216 », notice no PA00100216 | 46° 17′ 58″ nord, 1° 28′ 37″ est   |       |
| Église Saint-Robert de La Villedieu                                                   | La Villedieu                   | Creuse                  | Nouvelle-Aquitaine         | inscrit    | « PA00100220 », notice no PA00100220 | 45° 44′ 00″ nord, 1° 53′ 17″ est   |       |
| Château de La Forêt-sur-Sèvre                                                         | La Forêt-sur-Sèvre             | Deux-Sèvres             | Nouvelle-Aquitaine         | inscrit    | « PA00101234 », notice no PA00101234 | 46° 46′ 19″ nord, 0° 38′ 43″ ouest |       |
| Église Notre-Dame de Vouillé                                                          | Vouillé                        | Deux-Sèvres             | Nouvelle-Aquitaine         | inscrit    | « PA00101399 », notice no PA00101399 | 46° 18′ 54″ nord, 0° 22′ 06″ ouest |       |
| Château de la Roque                                                                   | Meyrals                        | Dordogne                | Nouvelle-Aquitaine         | classé     | « PA00082643 », notice no PA00082643 | 44° 52′ 58″ nord, 1° 03′ 50″ est   |       |
| Villa gallo-romaine dite « des Bouquets », Musée Vesunna                              | Périgueux                      | Dordogne                | Nouvelle-Aquitaine         | classé     | « PA00082763 », notice no PA00082763 | 45° 10′ 46″ nord, 0° 42′ 47″ est   |       |
| Église Saint-Jean-Baptiste                                                            | Saint-Nexans                   | Dordogne                | Nouvelle-Aquitaine         | inscrit    | « PA00082881 », notice no PA00082881 | 44° 48′ 15″ nord, 0° 32′ 53″ est   |       |
| Château de Prats                                                                      | Saint-Seurin-de-Prats          | Dordogne                | Nouvelle-Aquitaine         | inscrit    | « PA00082900 », notice no PA00082900 | 44° 49′ 34″ nord, 0° 03′ 53″ est   |       |
| Immeuble                                                                              | Sarlat-la-Canéda               | Dordogne                | Nouvelle-Aquitaine         | inscrit    | « PA00082952 », notice no PA00082952 | 44° 53′ 24″ nord, 1° 13′ 05″ est   |       |
| Maison                                                                                | Sarlat-la-Canéda               | Dordogne                | Nouvelle-Aquitaine         | inscrit    | « PA00082982 », notice no PA00082982 | 44° 53′ 19″ nord, 1° 12′ 59″ est   |       |
| Ancienne chapelle des Dames-de-la-Foi                                                 | Sarlat-la-Canéda               | Dordogne                | Nouvelle-Aquitaine         | inscrit    | « PA00082917 », notice no PA00082917 | 44° 53′ 25″ nord, 1° 13′ 06″ est   |       |
| Maison                                                                                | Sarlat-la-Canéda               | Dordogne                | Nouvelle-Aquitaine         | inscrit    | « PA00082981 », notice no PA00082981 | 44° 53′ 20″ nord, 1° 12′ 59″ est   |       |
| Maison à colombages                                                                   | Sarlat-la-Canéda               | Dordogne                | Nouvelle-Aquitaine         | inscrit    | « PA00082967 », notice no PA00082967 | 44° 53′ 26″ nord, 1° 12′ 55″ est   |       |
| Hôtel de Goudin                                                                       | Sarlat-la-Canéda               | Dordogne                | Nouvelle-Aquitaine         | inscrit    | « PA00082974 », notice no PA00082974 | 44° 53′ 25″ nord, 1° 13′ 01″ est   |       |
| Château de Marzac                                                                     | Tursac                         | Dordogne                | Nouvelle-Aquitaine         | inscrit    | « PA00083031 », notice no PA00083031 | 44° 57′ 45″ nord, 1° 02′ 05″ est   |       |
| Préfecture du Doubs                                                                   | Besançon                       | Doubs                   | Bourgogne-Franche-Comté    | classé     | « PA00101520 », notice no PA00101520 | 47° 14′ 01″ nord, 6° 01′ 15″ est   |       |
| Immeuble                                                                              | Besançon                       | Doubs                   | Bourgogne-Franche-Comté    | inscrit    | « PA00101515 », notice no PA00101515 | 47° 14′ 15″ nord, 6° 01′ 28″ est   |       |
| Temple protestant Saint-Martin de Montbéliard                                         | Montbéliard                    | Doubs                   | Bourgogne-Franche-Comté    | classé     | « PA00101684 », notice no PA00101684 | 47° 30′ 37″ nord, 6° 47′ 50″ est   |       |
| Presbytère d'Anneyron                                                                 | Anneyron                       | Drôme                   | Auvergne-Rhône-Alpes       | inscrit    | « PA00116883 », notice no PA00116883 | 45° 16′ 12″ nord, 4° 53′ 17″ est   |       |
| Tour Jacquemart                                                                       | Romans-sur-Isère               | Drôme                   | Auvergne-Rhône-Alpes       | inscrit    | « PA00117041 », notice no PA00117041 | 45° 02′ 41″ nord, 5° 03′ 09″ est   |       |
| Château de la Martinière                                                              | Bièvres                        | Essonne                 | Île-de-France              | inscrit    | « PA00087813 », notice no PA00087813 | 48° 45′ 23″ nord, 2° 12′ 41″ est   |       |
| Château de Forges-les-Bains                                                           | Forges-les-Bains               | Essonne                 | Île-de-France              | inscrit    | « PA00087915 », notice no PA00087915 | 48° 37′ 36″ nord, 2° 05′ 55″ est   |       |
| Couvent des Capucins d'Évreux                                                         | Évreux                         | Eure                    | Normandie                  | inscrit    | « PA00099401 », notice no PA00099401 | 49° 01′ 16″ nord, 1° 09′ 04″ est   |       |
| Château de Bonneval (ou domaine de Bonneval)                                          | La Haye-Aubrée                 | Eure                    | Normandie                  | classé     | « PA00099446 », notice no PA00099446 | 49° 24′ 05″ nord, 0° 42′ 30″ est   |       |
| Église Notre-Dame                                                                     | Bû                             | Eure-et-Loir            | Centre-Val de Loire        | classé     | « PA00096986 », notice no PA00096986 | 48° 47′ 43″ nord, 1° 29′ 54″ est   |       |
| Ferme du Rouvray                                                                      | Maillebois                     | Eure-et-Loir            | Centre-Val de Loire        | inscrit    | « PA00097144 », notice no PA00097144 | 48° 39′ 00″ nord, 1° 08′ 02″ est   |       |
| Mausolée de Malebranche                                                               | Le Mesnil-Simon                | Eure-et-Loir            | Centre-Val de Loire        | classé     | « PA00097153 », notice no PA00097153 | 48° 53′ 35″ nord, 1° 31′ 45″ est   |       |
| Château de Montigny-sur-Avre                                                          | Montigny-sur-Avre              | Eure-et-Loir            | Centre-Val de Loire        | classé     | « PA00097156 », notice no PA00097156 | 48° 43′ 51″ nord, 1° 01′ 28″ est   |       |
| Tumulus                                                                               | Guipronvel                     | Finistère               | Bretagne                   | inscrit    | « PA00090001 », notice no PA00090001 | 48° 30′ 23″ nord, 4° 34′ 54″ ouest |       |
| Tumulus de Lanvenec                                                                   | Lanrivoaré                     | Finistère               | Bretagne                   | inscrit    | « PA00090065 », notice no PA00090065 | 48° 28′ 10″ nord, 4° 38′ 20″ ouest |       |
| Camp des Salles                                                                       | Locronan                       | Finistère               | Bretagne                   | classé     | « PA00090075 », notice no PA00090075 | 48° 05′ 53″ nord, 4° 11′ 38″ ouest |       |
| Chapelle Saint-Pierre de Plogonnec                                                    | Plogonnec                      | Finistère               | Bretagne                   | classé     | « PA00090179 », notice no PA00090179 | 48° 04′ 45″ nord, 4° 13′ 28″ ouest |       |
| Tumulus de Rubrat Huella                                                              | Plourin                        | Finistère               | Bretagne                   | inscrit    | « PA00090269 », notice no PA00090269 | 48° 30′ 32″ nord, 4° 40′ 42″ ouest |       |
| Chapelle Notre-Dame de Penhors                                                        | Pouldreuzic                    | Finistère               | Bretagne                   | classé     | « PA00090311 », notice no PA00090311 | 47° 56′ 26″ nord, 4° 23′ 58″ ouest |       |
| Chapelle Saint-Tugen                                                                  | Primelin                       | Finistère               | Bretagne                   | classé     | « PA00090317 », notice no PA00090317 | 48° 01′ 19″ nord, 4° 35′ 33″ ouest |       |
| Prieuré de Locmaria                                                                   | Quimper                        | Finistère               | Bretagne                   | inscrit    | « PA00090376 », notice no PA00090376 | 47° 59′ 18″ nord, 4° 06′ 43″ ouest |       |
| Hôtel de ville d'Alès                                                                 | Alès                           | Gard                    | Occitanie                  | inscrit    | « PA00102950 », notice no PA00102950 | 44° 07′ 30″ nord, 4° 04′ 38″ est   |       |
| Colonnes de César                                                                     | Beaucaire                      | Gard                    | Occitanie                  | classé     | « PA00102974 », notice no PA00102974 | 43° 48′ 58″ nord, 4° 35′ 57″ est   |       |
| Portail surmonté d'un balcon en fer forgé                                             | Nîmes                          | Gard                    | Occitanie                  | inscrit    | « PA00103123 », notice no PA00103123 | 43° 50′ 09″ nord, 4° 21′ 55″ est   |       |
| Balcons en fer forgé (2)                                                              | Nîmes                          | Gard                    | Occitanie                  | inscrit    | « PA00103139 », notice no PA00103139 | 43° 50′ 18″ nord, 4° 21′ 35″ est   |       |
| Hôtel de Chazelles                                                                    | Nîmes                          | Gard                    | Occitanie                  | inscrit    | « PA00103121 », notice no PA00103121 | 43° 50′ 11″ nord, 4° 21′ 43″ est   |       |
| Église Saint-Martin de Rousson                                                        | Rousson                        | Gard                    | Occitanie                  | inscrit    | « PA00103189 », notice no PA00103189 | 44° 11′ 51″ nord, 4° 08′ 42″ est   |       |
| Maison                                                                                | Saint-Gilles                   | Gard                    | Occitanie                  | inscrit    | « PA00103215 », notice no PA00103215 | 43° 40′ 39″ nord, 4° 25′ 50″ est   |       |
| Maison                                                                                | Saint-Gilles                   | Gard                    | Occitanie                  | inscrit    | « PA00103210 », notice no PA00103210 | 43° 40′ 37″ nord, 4° 25′ 51″ est   |       |
| Église Saint-Hilaire de Saint-Hilaire-de-Brethmas                                     | Saint-Hilaire-de-Brethmas      | Gard                    | Occitanie                  | inscrit    | « PA00103217 », notice no PA00103217 | 44° 04′ 50″ nord, 4° 07′ 32″ est   |       |
| Église Saint-Jean-Baptiste de Saint-Jean-du-Gard                                      | Saint-Jean-du-Gard             | Gard                    | Occitanie                  | inscrit    | « PA00103219 », notice no PA00103219 | 44° 06′ 17″ nord, 3° 53′ 06″ est   |       |
| Église de La Tour                                                                     | Les Salles-du-Gardon           | Gard                    | Occitanie                  | inscrit    | « PA00103234 », notice no PA00103234 | 44° 10′ 13″ nord, 4° 02′ 56″ est   |       |
| Château de La Tour                                                                    | Les Salles-du-Gardon           | Gard                    | Occitanie                  | inscrit    | « PA00103233 », notice no PA00103233 | 44° 10′ 11″ nord, 4° 03′ 00″ est   |       |
| Cathédrale Saint Théodorit                                                            | Uzès                           | Gard                    | Occitanie                  | classé     | « PA00103250 », notice no PA00103250 | 44° 00′ 43″ nord, 4° 25′ 20″ est   |       |
| Château de Plantery                                                                   | Uzès                           | Gard                    | Occitanie                  | inscrit    | « PA00103253 », notice no PA00103253 | 44° 01′ 07″ nord, 4° 25′ 54″ est   |       |
| Tour du moulin du Duc                                                                 | Uzès                           | Gard                    | Occitanie                  | inscrit    | « PA00103285 », notice no PA00103285 | 44° 01′ 37″ nord, 4° 26′ 38″ est   |       |
| Maison Foucart                                                                        | Vézénobres                     | Gard                    | Occitanie                  | inscrit    | « PA00103298 », notice no PA00103298 | 44° 03′ 09″ nord, 4° 08′ 34″ est   |       |
| Château de Léberon                                                                    | Cassaigne                      | Gers                    | Occitanie                  | inscrit    | « PA00094756 », notice no PA00094756 | 43° 53′ 43″ nord, 0° 21′ 54″ est   |       |
| Pile gallo-romaine de la Tourraque                                                    | Lamazère                       | Gers                    | Occitanie                  | inscrit    | « PA00094824 », notice no PA00094824 | 43° 34′ 14″ nord, 0° 26′ 40″ est   |       |
| Hôtel Lamolère                                                                        | Bordeaux                       | Gironde                 | Nouvelle-Aquitaine         | inscrit    | « PA00083213 », notice no PA00083213 | 44° 50′ 35″ nord, 0° 34′ 16″ ouest |       |
| Immeuble                                                                              | Bordeaux                       | Gironde                 | Nouvelle-Aquitaine         | inscrit    | « PA00083283 », notice no PA00083283 | 44° 50′ 40″ nord, 0° 34′ 54″ ouest |       |
| Hôtel Boyer-Fonfrède                                                                  | Bordeaux                       | Gironde                 | Nouvelle-Aquitaine         | inscrit    | « PA00083192 », notice no PA00083192 | 44° 50′ 34″ nord, 0° 34′ 16″ ouest |       |
| Maison                                                                                | Bordeaux                       | Gironde                 | Nouvelle-Aquitaine         | classé     | « PA00083433 », notice no PA00083433 | 44° 50′ 26″ nord, 0° 34′ 52″ ouest |       |
| Château du Hamel                                                                      | Castets-en-Dorthe              | Gironde                 | Nouvelle-Aquitaine         | inscrit    | « PA00083511 », notice no PA00083511 | 44° 33′ 46″ nord, 0° 09′ 26″ ouest |       |
| Château d'Olivier                                                                     | Léognan                        | Gironde                 | Nouvelle-Aquitaine         | inscrit    | « PA00083590 », notice no PA00083590 | 44° 44′ 56″ nord, 0° 35′ 53″ ouest |       |
| Remparts                                                                              | Neuf-Brisach                   | Haut-Rhin               | Grand Est                  | classé     | « PA00085566 », notice no PA00085566 | 48° 01′ 11″ nord, 7° 31′ 31″ est   |       |
| Enceinte                                                                              | Thann                          | Haut-Rhin               | Grand Est                  | classé     | « PA00085697 », notice no PA00085697 | 47° 48′ 43″ nord, 7° 06′ 13″ est   |       |
| Hôtel de Pénautier                                                                    | Toulouse                       | Haute-Garonne           | Occitanie                  | inscrit    | « PA00094562 », notice no PA00094562 | 43° 35′ 47″ nord, 1° 26′ 58″ est   |       |
| Château de Reynerie                                                                   | Toulouse                       | Haute-Garonne           | Occitanie                  | classé     | « PA00094506 », notice no PA00094506 | 43° 34′ 22″ nord, 1° 23′ 51″ est   |       |
| Basilique Notre-Dame-de-la-Daurade de Toulouse                                        | Toulouse                       | Haute-Garonne           | Occitanie                  | classé     | « PA00094519 », notice no PA00094519 | 43° 36′ 04″ nord, 1° 26′ 23″ est   |       |
| Fonderie de canons de Toulouse                                                        | Toulouse                       | Haute-Garonne           | Occitanie                  | classé     | « PA00094632 », notice no PA00094632 | 43° 35′ 43″ nord, 1° 26′ 35″ est   |       |
| Église Saint-Pierre de Bournoncle-Saint-Pierre                                        | Bournoncle-Saint-Pierre        | Haute-Loire             | Auvergne-Rhône-Alpes       | classé     | « PA00092613 », notice no PA00092613 | 45° 20′ 35″ nord, 3° 19′ 06″ est   |       |
| Maison                                                                                | Brioude                        | Haute-Loire             | Auvergne-Rhône-Alpes       | inscrit    | « PA00092623 », notice no PA00092623 | 45° 17′ 37″ nord, 3° 23′ 01″ est   |       |
| Prieuré de Chamalières-sur-Loire                                                      | Chamalières-sur-Loire          | Haute-Loire             | Auvergne-Rhône-Alpes       | classé     | « PA00092641 », notice no PA00092641 | 45° 12′ 06″ nord, 3° 59′ 06″ est   |       |
| Dolmen de Vacheresse                                                                  | Mazet-Saint-Voy                | Haute-Loire             | Auvergne-Rhône-Alpes       | inscrit    | « PA00092701 », notice no PA00092701 | 45° 03′ 52″ nord, 4° 15′ 07″ est   |       |
| Maison Darmet                                                                         | Le Puy-en-Velay                | Haute-Loire             | Auvergne-Rhône-Alpes       | inscrit    | « PA00092788 », notice no PA00092788 | 45° 02′ 42″ nord, 3° 53′ 23″ est   |       |
| Ensemble castral dit « castellas » Saint-Michel de Mourcairol (chapelle de Morcairol) | Les Aires                      | Hérault                 | Occitanie                  | inscrit    | « PA00103352 », notice no PA00103352 | 43° 34′ 45″ nord, 3° 05′ 36″ est   |       |
| Église Saint-Julien d'Aspiran                                                         | Aspiran                        | Hérault                 | Occitanie                  | inscrit    | « PA00103359 », notice no PA00103359 | 43° 33′ 57″ nord, 3° 27′ 00″ est   |       |
| Église Saint-Julien-et-Sainte-Basilisse de Baillargues                                | Baillargues                    | Hérault                 | Occitanie                  | inscrit    | « PA00103366 », notice no PA00103366 | 43° 39′ 39″ nord, 4° 00′ 49″ est   |       |
| Maison                                                                                | Béziers                        | Hérault                 | Occitanie                  | inscrit    | « PA00103387 », notice no PA00103387 | 43° 20′ 33″ nord, 3° 12′ 56″ est   |       |
| Maison                                                                                | Béziers                        | Hérault                 | Occitanie                  | inscrit    | « PA00103386 », notice no PA00103386 | 43° 20′ 31″ nord, 3° 12′ 45″ est   |       |
| Pont Vieux                                                                            | Béziers                        | Hérault                 | Occitanie                  | classé     | « PA00103395 », notice no PA00103395 | 43° 20′ 22″ nord, 3° 12′ 29″ est   |       |
| Piles de Causses-et-Veyran                                                            | Causses-et-Veyran              | Hérault                 | Occitanie                  | inscrit    | « PA00103414 », notice no PA00103414 | 43° 27′ 57″ nord, 3° 05′ 54″ est   |       |
| Église Saint-Pierre de Gignac                                                         | Gignac                         | Hérault                 | Occitanie                  | inscrit    | « PA00103461 », notice no PA00103461 | 43° 39′ 08″ nord, 3° 33′ 08″ est   |       |
| Hospice de Gignac                                                                     | Gignac                         | Hérault                 | Occitanie                  | inscrit    | « PA00103462 », notice no PA00103462 | 43° 39′ 09″ nord, 3° 33′ 04″ est   |       |
| Château de Lavalette                                                                  | Lavalette                      | Hérault                 | Occitanie                  | inscrit    | « PA00103472 », notice no PA00103472 | 43° 41′ 30″ nord, 3° 16′ 20″ est   |       |
| Maison                                                                                | Lodève                         | Hérault                 | Occitanie                  | inscrit    | « PA00103487 », notice no PA00103487 | 43° 43′ 52″ nord, 3° 19′ 15″ est   |       |
| Maison                                                                                | Lodève                         | Hérault                 | Occitanie                  | inscrit    | « PA00103486 », notice no PA00103486 | 43° 39′ 45″ nord, 3° 27′ 30″ est   |       |
| Fontaine des Licornes                                                                 | Montpellier                    | Hérault                 | Occitanie                  | inscrit    | « PA00103540 », notice no PA00103540 | 43° 36′ 43″ nord, 3° 52′ 29″ est   |       |
| Hôtel Haguenot                                                                        | Montpellier                    | Hérault                 | Occitanie                  | classé     | « PA00103568 », notice no PA00103568 | 43° 36′ 36″ nord, 3° 52′ 16″ est   |       |
| Hôtel de Boussugues                                                                   | Montpellier                    | Hérault                 | Occitanie                  | inscrit    | « PA00103553 », notice no PA00103553 | 43° 36′ 28″ nord, 3° 52′ 39″ est   |       |
| Fontaine des Trois Grâces                                                             | Montpellier                    | Hérault                 | Occitanie                  | classé     | « PA00103542 », notice no PA00103542 | 43° 36′ 31″ nord, 3° 52′ 46″ est   |       |
| Hôtel d'Hostalier                                                                     | Montpellier                    | Hérault                 | Occitanie                  | inscrit    | « PA00103571 », notice no PA00103571 | 43° 36′ 32″ nord, 3° 52′ 42″ est   |       |
| Hôtel Pomier-Layrargues                                                               | Montpellier                    | Hérault                 | Occitanie                  | inscrit    | « PA00103581 », notice no PA00103581 | 43° 36′ 34″ nord, 3° 52′ 40″ est   |       |
| Église Saint-Jean-Baptiste de Murviel-lès-Montpellier                                 | Murviel-lès-Montpellier        | Hérault                 | Occitanie                  | inscrit    | « PA00103612 », notice no PA00103612 | 43° 36′ 15″ nord, 3° 44′ 12″ est   |       |
| Maison Vergnes                                                                        | Péret                          | Hérault                 | Occitanie                  | inscrit    | « PA00103631 », notice no PA00103631 | 43° 34′ 32″ nord, 3° 23′ 47″ est   |       |
| Maison                                                                                | Pézenas                        | Hérault                 | Occitanie                  | inscrit    | « PA00103656 », notice no PA00103656 | 43° 27′ 37″ nord, 3° 25′ 22″ est   |       |
| Maison Vinas                                                                          | Poussan                        | Hérault                 | Occitanie                  | inscrit    | « PA00103671 », notice no PA00103671 | 43° 29′ 19″ nord, 3° 40′ 12″ est   |       |
| Hôtel de ville de Saint-Pons-de-Thomières                                             | Saint-Pons-de-Thomières        | Hérault                 | Occitanie                  | inscrit    | « PA00103710 », notice no PA00103710 | 43° 29′ 18″ nord, 2° 45′ 34″ est   |       |
| Église Saint-Étienne de Saussines                                                     | Saussines                      | Hérault                 | Occitanie                  | classé     | « PA00103720 », notice no PA00103720 | 43° 45′ 50″ nord, 4° 03′ 21″ est   |       |
| Église Sainte-Agathe de Valergues                                                     | Valergues                      | Hérault                 | Occitanie                  | inscrit    | « PA00103741 », notice no PA00103741 | 43° 40′ 02″ nord, 4° 03′ 43″ est   |       |
| Maison Benezis                                                                        | Vias                           | Hérault                 | Occitanie                  | inscrit    | « PA00103749 », notice no PA00103749 | 43° 18′ 49″ nord, 3° 25′ 08″ est   |       |
| Manoir des Beauvais                                                                   | Dol-de-Bretagne                | Ille-et-Vilaine         | Bretagne                   | inscrit    | « PA00090545 », notice no PA00090545 | 48° 32′ 47″ nord, 1° 44′ 48″ ouest |       |
| Menhir de la Pierre des Fées                                                          | Janzé                          | Ille-et-Vilaine         | Bretagne                   | classé     | « PA00090606 », notice no PA00090606 | 47° 55′ 07″ nord, 1° 32′ 33″ ouest |       |
| Menhir de Belle-Vue                                                                   | Janzé                          | Ille-et-Vilaine         | Bretagne                   | classé     | « PA00090605 », notice no PA00090605 | 47° 57′ 29″ nord, 1° 29′ 17″ ouest |       |
| Mairie de Rennes                                                                      | Rennes                         | Ille-et-Vilaine         | Bretagne                   | classé     | « PA00090703 », notice no PA00090703 | 48° 06′ 41″ nord, 1° 40′ 48″ ouest |       |
| Maison                                                                                | Rennes                         | Ille-et-Vilaine         | Bretagne                   | inscrit    | « PA00090747 », notice no PA00090747 | 48° 06′ 31″ nord, 1° 40′ 43″ ouest |       |
| Hôtel du Molant                                                                       | Rennes                         | Ille-et-Vilaine         | Bretagne                   | inscrit    | « PA00090698 », notice no PA00090698 | 48° 06′ 46″ nord, 1° 41′ 05″ ouest |       |
| Maison                                                                                | Issoudun                       | Indre                   | Centre-Val de Loire        | inscrit    | « PA00097362 », notice no PA00097362 | 46° 56′ 54″ nord, 1° 59′ 29″ est   |       |
| Église Saint-Florentin                                                                | Amboise                        | Indre-et-Loire          | Centre-Val de Loire        | classé     | « PA00097510 », notice no PA00097510 | 47° 24′ 47″ nord, 0° 59′ 00″ est   |       |
| Château-Gaillard                                                                      | Amboise                        | Indre-et-Loire          | Centre-Val de Loire        | inscrit    | « PA00097505 », notice no PA00097505 | 47° 24′ 35″ nord, 0° 59′ 48″ est   |       |
| Maison à pans de bois                                                                 | Chinon                         | Indre-et-Loire          | Centre-Val de Loire        | inscrit    | « PA00097675 », notice no PA00097675 | 47° 10′ 02″ nord, 0° 14′ 34″ est   |       |
| Maison aux Dragons engoulants                                                         | Chinon                         | Indre-et-Loire          | Centre-Val de Loire        | inscrit    | « PA00097681 », notice no PA00097681 | 47° 10′ 01″ nord, 0° 14′ 16″ est   |       |
| Maison                                                                                | Chinon                         | Indre-et-Loire          | Centre-Val de Loire        | inscrit    | « PA00097685 », notice no PA00097685 | 47° 10′ 02″ nord, 0° 14′ 13″ est   |       |
| Hôtel des Gouverneurs                                                                 | Chinon                         | Indre-et-Loire          | Centre-Val de Loire        | inscrit    | « PA00097671 », notice no PA00097671 | 47° 10′ 02″ nord, 0° 14′ 14″ est   |       |
| Prieuré du Plessis-aux-Moines                                                         | Chouzé-sur-Loire               | Indre-et-Loire          | Centre-Val de Loire        | inscrit    | « PA00097695 », notice no PA00097695 | 47° 15′ 20″ nord, 0° 07′ 37″ est   |       |
| Château d'Esvres                                                                      | Esvres                         | Indre-et-Loire          | Centre-Val de Loire        | inscrit    | « PA00097748 », notice no PA00097748 | 47° 17′ 05″ nord, 0° 47′ 06″ est   |       |
| Château de Marçay                                                                     | Marçay                         | Indre-et-Loire          | Centre-Val de Loire        | inscrit    | « PA00097858 », notice no PA00097858 | 47° 06′ 08″ nord, 0° 13′ 11″ est   |       |
| Église Saint-Martin de Marcé-sur-Esves                                                | Marcé-sur-Esves                | Indre-et-Loire          | Centre-Val de Loire        | inscrit    | « PA00097861 », notice no PA00097861 | 47° 01′ 50″ nord, 0° 39′ 19″ est   |       |
| Château de Nazelles (Indre-et-Loire)                                                  | Nazelles-Négron                | Indre-et-Loire          | Centre-Val de Loire        | inscrit    | « PA00097884 », notice no PA00097884 | 47° 25′ 54″ nord, 0° 57′ 00″ est   |       |
| Château du Châtelier                                                                  | Paulmy                         | Indre-et-Loire          | Centre-Val de Loire        | inscrit    | « PA00097908 », notice no PA00097908 | 46° 58′ 45″ nord, 0° 48′ 44″ est   |       |
| Château de Font-Baudry                                                                | Preuilly-sur-Claise            | Indre-et-Loire          | Centre-Val de Loire        | inscrit    | « PA00097922 », notice no PA00097922 | 46° 51′ 36″ nord, 0° 56′ 10″ est   |       |
| Manoir du Vau Ardau                                                                   | Saint-Cyr-sur-Loire            | Indre-et-Loire          | Centre-Val de Loire        | inscrit    | « PA00098071 », notice no PA00098071 | 47° 24′ 34″ nord, 0° 39′ 25″ est   |       |
| Ferme de Cours                                                                        | Sublaines                      | Indre-et-Loire          | Centre-Val de Loire        | inscrit    | « PA00098121 », notice no PA00098121 | 47° 17′ 05″ nord, 0° 58′ 51″ est   |       |
| Château de Saint-Sénoch                                                               | Varennes                       | Indre-et-Loire          | Centre-Val de Loire        | inscrit    | « PA00098270 », notice no PA00098270 | 47° 03′ 51″ nord, 0° 55′ 11″ est   |       |
| Château de la Tour du Raynier                                                         | Verneuil-le-Château            | Indre-et-Loire          | Centre-Val de Loire        | inscrit    | « PA00098277 », notice no PA00098277 | 47° 03′ 23″ nord, 0° 28′ 05″ est   |       |
| Maison                                                                                | Tullins                        | Isère                   | Auvergne-Rhône-Alpes       | inscrit    | « PA00117308 », notice no PA00117308 | 45° 17′ 51″ nord, 5° 28′ 57″ est   |       |
| Maison                                                                                | Tullins                        | Isère                   | Auvergne-Rhône-Alpes       | inscrit    | « PA00117305 », notice no PA00117305 | 45° 17′ 50″ nord, 5° 28′ 56″ est   |       |
| Maison                                                                                | Tullins                        | Isère                   | Auvergne-Rhône-Alpes       | inscrit    | « PA00117307 », notice no PA00117307 | 45° 17′ 54″ nord, 5° 28′ 57″ est   |       |
| Prieuré Notre-Dame de Grâce                                                           | Tullins                        | Isère                   | Auvergne-Rhône-Alpes       | inscrit    | « PA00117310 », notice no PA00117310 | 45° 17′ 52″ nord, 5° 28′ 53″ est   |       |
| Maison                                                                                | Tullins                        | Isère                   | Auvergne-Rhône-Alpes       | inscrit    | « PA00117302 », notice no PA00117302 | 45° 17′ 53″ nord, 5° 29′ 02″ est   |       |
| Maison                                                                                | Tullins                        | Isère                   | Auvergne-Rhône-Alpes       | inscrit    | « PA00117306 », notice no PA00117306 | 45° 17′ 57″ nord, 5° 28′ 56″ est   |       |
| Maison                                                                                | Tullins                        | Isère                   | Auvergne-Rhône-Alpes       | inscrit    | « PA00117309 », notice no PA00117309 | 45° 17′ 50″ nord, 5° 28′ 56″ est   |       |
| Château d'Ougney                                                                      | Ougney                         | Jura                    | Bourgogne-Franche-Comté    | inscrit    | « PA00101983 », notice no PA00101983 | 47° 14′ 25″ nord, 5° 40′ 08″ est   |       |
| Hôtel Sardini                                                                         | Blois                          | Loir-et-Cher            | Centre-Val de Loire        | classé     | « PA00098358 », notice no PA00098358 | 47° 35′ 16″ nord, 1° 20′ 12″ est   |       |
| Hôtel de Lavallière                                                                   | Blois                          | Loir-et-Cher            | Centre-Val de Loire        | classé     | « PA00098380 », notice no PA00098380 | 47° 35′ 15″ nord, 1° 20′ 11″ est   |       |
| Château de La Ménaudière                                                              | Chissay-en-Touraine            | Loir-et-Cher            | Centre-Val de Loire        | inscrit    | « PA00098415 », notice no PA00098415 | 47° 21′ 16″ nord, 1° 09′ 25″ est   |       |
| Église Saint-Gervais-et-Saint-Protais de Naveil                                       | Naveil                         | Loir-et-Cher            | Centre-Val de Loire        | inscrit    | « PA00098526 », notice no PA00098526 | 47° 47′ 39″ nord, 1° 01′ 47″ est   |       |
| Prieuré de la Chaise                                                                  | Saint-Georges-sur-Cher         | Loir-et-Cher            | Centre-Val de Loire        | inscrit    | « PA00098579 », notice no PA00098579 | 47° 18′ 41″ nord, 1° 07′ 07″ est   |       |
| Abbaye d'Olivet                                                                       | Saint-Julien-sur-Cher          | Loir-et-Cher            | Centre-Val de Loire        | classé     | « PA00098583 », notice no PA00098583 | 47° 16′ 38″ nord, 1° 48′ 14″ est   |       |
| Couvent des Cordeliers, devenu ensuite monastère des bénédictines du Calvaire         | Vendôme                        | Loir-et-Cher            | Centre-Val de Loire        | inscrit    | « PA00098646 », notice no PA00098646 | 47° 47′ 36″ nord, 1° 04′ 08″ est   |       |
| Église Saint-Symphorien de Précieux                                                   | Précieux                       | Loire                   | Auvergne-Rhône-Alpes       | inscrit    | « PA00117557 », notice no PA00117557 | 45° 35′ 10″ nord, 4° 09′ 01″ est   |       |
| Château d'Apchon                                                                      | Saint-André-d'Apchon           | Loire                   | Auvergne-Rhône-Alpes       | inscrit    | « PA00117575 », notice no PA00117575 | 46° 01′ 59″ nord, 3° 55′ 52″ est   |       |
| Église Saint-André de Saint-André-d'Apchon                                            | Saint-André-d'Apchon           | Loire                   | Auvergne-Rhône-Alpes       | inscrit    | « PA00117576 », notice no PA00117576 | 46° 02′ 00″ nord, 3° 55′ 41″ est   |       |
| Château de Sury                                                                       | Sury-le-Comtal                 | Loire                   | Auvergne-Rhône-Alpes       | classé     | « PA00117668 », notice no PA00117668 | 45° 32′ 19″ nord, 4° 10′ 58″ est   |       |
| Château de l'Épinay                                                                   | Carquefou                      | Loire-Atlantique        | Pays de la Loire           | inscrit    | « PA00108575 », notice no PA00108575 | 47° 17′ 16″ nord, 1° 29′ 25″ ouest |       |
| Château de La Selle-sur-le-Bied                                                       | La Selle-sur-le-Bied           | Loiret                  | Centre-Val de Loire        | inscrit    | « PA00099019 », notice no PA00099019 | 48° 03′ 46″ nord, 2° 53′ 45″ est   |       |
| Borie de Polminhac                                                                    | Laroque-des-Arcs               | Lot                     | Occitanie                  | inscrit    | « PA00095127 », notice no PA00095127 | 44° 28′ 21″ nord, 1° 27′ 06″ est   |       |
| Église Saint-Michel de Villesèque                                                     | Villesèque                     | Lot                     | Occitanie                  | inscrit    | « PA00095284 », notice no PA00095284 | 44° 23′ 30″ nord, 1° 18′ 57″ est   |       |
| Maison à pans de bois                                                                 | Casteljaloux                   | Lot-et-Garonne          | Nouvelle-Aquitaine         | inscrit    | « PA00084089 », notice no PA00084089 | 44° 18′ 52″ nord, 0° 05′ 15″ est   |       |
| Maison à colombages                                                                   | Damazan                        | Lot-et-Garonne          | Nouvelle-Aquitaine         | inscrit    | « PA00084101 », notice no PA00084101 | 44° 17′ 25″ nord, 0° 16′ 34″ est   |       |
| Château de Lauzun                                                                     | Lauzun                         | Lot-et-Garonne          | Nouvelle-Aquitaine         | lassé M    | « PA00084153 », notice no PA00084153 | 44° 37′ 44″ nord, 0° 27′ 38″ est   |       |
| Château de Roquefère                                                                  | Monflanquin                    | Lot-et-Garonne          | Nouvelle-Aquitaine         | classé     | « PA00084176 », notice no PA00084176 | 44° 32′ 40″ nord, 0° 44′ 47″ est   |       |
| Château de Bonaguil                                                                   | Saint-Front-sur-Lémance        | Lot-et-Garonne          | Nouvelle-Aquitaine         | classé     | « PA00084226 », notice no PA00084226 | 44° 32′ 18″ nord, 1° 00′ 51″ est   |       |
| Maison Lestang                                                                        | Le Malzieu-Ville               | Lozère                  | Occitanie                  | inscrit    | « PA00103844 », notice no PA00103844 | 44° 51′ 22″ nord, 3° 19′ 54″ est   |       |
| Porte de ville                                                                        | Le Malzieu-Ville               | Lozère                  | Occitanie                  | inscrit    | « PA00103846 », notice no PA00103846 | 44° 51′ 21″ nord, 3° 19′ 49″ est   |       |
| Remparts du Malzieu-Ville                                                             | Le Malzieu-Ville               | Lozère                  | Occitanie                  | inscrit    | « PA00103848 », notice no PA00103848 | 44° 51′ 20″ nord, 3° 19′ 55″ est   |       |
| Couvent des Ursulines du Malzieu-Ville                                                | Le Malzieu-Ville               | Lozère                  | Occitanie                  | inscrit    | « PA00103845 », notice no PA00103845 | 44° 51′ 22″ nord, 3° 19′ 49″ est   |       |
| Château de la Baume                                                                   | Prinsuéjols                    | Lozère                  | Occitanie                  | inscrit    | « PA00103904 », notice no PA00103904 | 44° 38′ 58″ nord, 3° 11′ 37″ est   |       |
| Hôtel Sabart                                                                          | Angers                         | Maine-et-Loire          | Pays de la Loire           | classé     | « PA00108922 », notice no PA00108922 | 47° 28′ 30″ nord, 0° 33′ 44″ ouest |       |
| Maison                                                                                | Angers                         | Maine-et-Loire          | Pays de la Loire           | inscrit    | « PA00108930 », notice no PA00108930 | 47° 28′ 16″ nord, 0° 33′ 14″ ouest |       |
| Hôtel, Maison                                                                         | Angers                         | Maine-et-Loire          | Pays de la Loire           | inscrit    | « PA00108921 », notice no PA00108921 | 47° 28′ 37″ nord, 0° 33′ 43″ ouest |       |
| Couvent du Carmel                                                                     | Angers                         | Maine-et-Loire          | Pays de la Loire           | classé     | « PA00108875 », notice no PA00108875 | 47° 28′ 37″ nord, 0° 33′ 51″ ouest |       |
| Hôtel Sabart                                                                          | Angers                         | Maine-et-Loire          | Pays de la Loire           | classé     | « PA00108923 », notice no PA00108923 | 47° 28′ 30″ nord, 0° 33′ 44″ ouest |       |
| Maison jumelée                                                                        | Angers                         | Maine-et-Loire          | Pays de la Loire           | inscrit    | « PA00108934 », notice no PA00108934 | 47° 28′ 29″ nord, 0° 33′ 48″ ouest |       |
| Maison                                                                                | Angers                         | Maine-et-Loire          | Pays de la Loire           | classé     | « PA00108917 », notice no PA00108917 | 47° 28′ 30″ nord, 0° 33′ 41″ ouest |       |
| Maison de l'apothicaire Simon Poisson                                                 | Angers                         | Maine-et-Loire          | Pays de la Loire           | classé     | « PA00108918 », notice no PA00108918 | 47° 28′ 30″ nord, 0° 33′ 41″ ouest |       |
| Église Notre-Dame de Beaufort-en-Vallée                                               | Beaufort-en-Anjou              | Maine-et-Loire          | Pays de la Loire           | inscrit    | « PA00108962 », notice no PA00108962 | 47° 26′ 25″ nord, 0° 13′ 01″ ouest |       |
| Château de la Bourgonnière                                                            | Orée d'Anjou                   | Maine-et-Loire          | Pays de la Loire           | inscrit    | « PA00108982 », notice no PA00108982 | 47° 20′ 53″ nord, 1° 05′ 21″ ouest |       |
| Château de Lancrau                                                                    | Champtocé-sur-Loire            | Maine-et-Loire          | Pays de la Loire           | inscrit    | « PA00109017 », notice no PA00109017 | 47° 25′ 19″ nord, 0° 52′ 55″ ouest |       |
| Prieuré de Breuil-Bellay                                                              | Cizay-la-Madeleine             | Maine-et-Loire          | Pays de la Loire           | classé     | « PA00109058 », notice no PA00109058 | 47° 12′ 12″ nord, 0° 11′ 34″ ouest |       |
| Église Saint-Jean-Baptiste de Dénezé-sous-le-Lude                                     | Noyant-Villages                | Maine-et-Loire          | Pays de la Loire           | inscrit    | « PA00109080 », notice no PA00109080 | 47° 31′ 47″ nord, 0° 08′ 02″ est   |       |
| Église Notre-Dame                                                                     | Distré                         | Maine-et-Loire          | Pays de la Loire           | inscrit    | « PA00109085 », notice no PA00109085 | 47° 13′ 00″ nord, 0° 08′ 25″ ouest |       |
| Église Saint-Eutrope de Montpollin                                                    | Baugé-en-Anjou                 | Maine-et-Loire          | Pays de la Loire           | inscrit    | « PA00109194 », notice no PA00109194 | 47° 35′ 08″ nord, 0° 06′ 16″ ouest |       |
| Manoir de la Touche                                                                   | Mouliherne                     | Maine-et-Loire          | Pays de la Loire           | inscrit    | « PA00109222 », notice no PA00109222 | 47° 27′ 47″ nord, 0° 00′ 41″ est   |       |
| Église Saint-Georges de Saint-Georges-du-Bois                                         | Les Bois d'Anjou               | Maine-et-Loire          | Pays de la Loire           | classé     | « PA00109266 », notice no PA00109266 | 47° 29′ 51″ nord, 0° 13′ 35″ ouest |       |
| Château de Chevigné                                                                   | Saint-Georges-sur-Loire        | Maine-et-Loire          | Pays de la Loire           | inscrit    | « PA00109269 », notice no PA00109269 | 47° 24′ 21″ nord, 0° 42′ 39″ ouest |       |
| Maison                                                                                | Saumur                         | Maine-et-Loire          | Pays de la Loire           | inscrit    | « PA00109335 », notice no PA00109335 | 47° 15′ 32″ nord, 0° 04′ 25″ ouest |       |
| Hôtel Blancher                                                                        | Saumur                         | Maine-et-Loire          | Pays de la Loire           | inscrit    | « PA00109325 », notice no PA00109325 | 47° 15′ 39″ nord, 0° 04′ 41″ ouest |       |
| Maison                                                                                | Saumur                         | Maine-et-Loire          | Pays de la Loire           | classé     | « PA00109337 », notice no PA00109337 | 47° 15′ 31″ nord, 0° 04′ 30″ ouest |       |
| Moulin à vent du Val Hulin                                                            | Turquant                       | Maine-et-Loire          | Pays de la Loire           | classé     | « PA00109388 », notice no PA00109388 | 47° 13′ 28″ nord, 0° 01′ 28″ est   |       |
| Château de Launay                                                                     | Villebernier                   | Maine-et-Loire          | Pays de la Loire           | classé     | « PA00109407 », notice no PA00109407 | 47° 15′ 51″ nord, 0° 02′ 25″ ouest |       |
| Tombeau de Théodoric                                                                  | Poix                           | Marne                   | Grand Est                  | classé     | « PA00078768 », notice no PA00078768 | 48° 57′ 33″ nord, 4° 37′ 27″ est   |       |
| Château de Lassay                                                                     | Lassay-les-Châteaux            | Mayenne                 | Pays de la Loire           | classé     | « PA00109520 », notice no PA00109520 | 48° 26′ 20″ nord, 0° 30′ 00″ ouest |       |
| Château du Rocher                                                                     | Mézangers                      | Mayenne                 | Pays de la Loire           | classé     | « PA00109564 », notice no PA00109564 | 48° 11′ 23″ nord, 0° 26′ 32″ ouest |       |
| Hôtel de ville                                                                        | Auray                          | Morbihan                | Bretagne                   | inscrit    | « PA00090995 », notice no PA00090995 | 47° 39′ 59″ nord, 2° 59′ 01″ ouest |       |
| Chapelle Notre-Dame-de-Manéguen                                                       | Guénin                         | Morbihan                | Bretagne                   | classé     | « PA00091241 », notice no PA00091241 | 47° 54′ 59″ nord, 2° 57′ 14″ ouest |       |
| Maison à pans de bois                                                                 | Josselin                       | Morbihan                | Bretagne                   | inscrit    | « PA00091324 », notice no PA00091324 | 47° 57′ 12″ nord, 2° 32′ 50″ ouest |       |
| Église Saint-Pierre                                                                   | Forges de Lanouée              | Morbihan                | Bretagne                   | inscrit    | « PA00091348 », notice no PA00091348 | 48° 00′ 09″ nord, 2° 34′ 57″ ouest |       |
| Allée couverte de Saint-Nizon                                                         | Malguénac                      | Morbihan                | Bretagne                   | classé     | « PA00091428 », notice no PA00091428 | 48° 04′ 38″ nord, 3° 05′ 14″ ouest |       |
| Menhirs de Men-Roquil                                                                 | Plouhinec                      | Morbihan                | Bretagne                   | classé     | « PA00091532 », notice no PA00091532 | 47° 41′ 04″ nord, 3° 14′ 41″ ouest |       |
| Alignements du Gueldro                                                                | Plouhinec                      | Morbihan                | Bretagne                   | classé     | « PA00091530 », notice no PA00091530 | 47° 41′ 16″ nord, 3° 15′ 06″ ouest |       |
| Puits de la Touche-Berthelot                                                          | Plumelec                       | Morbihan                | Bretagne                   | inscrit    | « PA00091544 », notice no PA00091544 | 47° 48′ 41″ nord, 2° 34′ 41″ ouest |       |
| Château d'Aulnois                                                                     | Aulnois-sur-Seille             | Moselle                 | Grand Est                  | classé     | « PA00106726 », notice no PA00106726 | 48° 52′ 09″ nord, 6° 18′ 48″ est   |       |
| Château de Mardigny                                                                   | Lorry-Mardigny                 | Moselle                 | Grand Est                  | classé     | « PA00106796 », notice no PA00106796 | 48° 58′ 33″ nord, 6° 05′ 13″ est   |       |
| Vestiges archéologiques de Champallement                                              | Champallement                  | Nièvre                  | Bourgogne-Franche-Comté    | classé     | « PA00112820 », notice no PA00112820 | 47° 13′ 01″ nord, 3° 28′ 58″ est   |       |
| Hôtel Romagnant                                                                       | Douai                          | Nord                    | Hauts-de-France            | inscrit    | « PA00107458 », notice no PA00107458 | 50° 22′ 05″ nord, 3° 04′ 26″ est   |       |
| Hôtel de préfecture de l'Oise                                                         | Beauvais                       | Oise                    | Hauts-de-France            | classé     | « PA00114500 », notice no PA00114500 | 49° 26′ 16″ nord, 2° 04′ 24″ est   |       |
| Église Saint-Germain de Mont-l'Évêque                                                 | Mont-l'Évêque                  | Oise                    | Hauts-de-France            | inscrit    | « PA00114758 », notice no PA00114758 | 49° 11′ 43″ nord, 2° 37′ 51″ est   |       |
| Château de Montépilloy                                                                | Montépilloy                    | Oise                    | Hauts-de-France            | classé     | « PA00114753 », notice no PA00114753 | 49° 12′ 37″ nord, 2° 41′ 59″ est   |       |
| Ruines de l'abbaye Sainte-Croix de Saint-Crépin-aux-Bois                              | Saint-Crépin-aux-Bois          | Oise                    | Hauts-de-France            | inscrit    | « PA00114852 », notice no PA00114852 | 49° 27′ 02″ nord, 2° 59′ 27″ est   |       |
| Manoir de Commeaux                                                                    | Commeaux                       | Orne                    | Normandie                  | classé     | « PA00110779 », notice no PA00110779 | 48° 47′ 14″ nord, 0° 06′ 40″ ouest |       |
| Camp antique de Goult                                                                 | La Lande-de-Goult              | Orne                    | Normandie                  | classé     | « PA00110832 », notice no PA00110832 | 48° 36′ 12″ nord, 0° 03′ 51″ ouest |       |
| Hôtel                                                                                 | 2e arrondissement de Paris     | Paris                   | Île-de-France              | inscrit    | « PA00086040 », notice no PA00086040 | 48° 51′ 59″ nord, 2° 20′ 30″ est   |       |
| Immeuble                                                                              | 3e arrondissement de Paris     | Paris                   | Île-de-France              | inscrit    | « PA00086193 », notice no PA00086193 | 48° 51′ 29″ nord, 2° 21′ 54″ est   |       |
| Hôtel Beautru de la Vieuville                                                         | 3e arrondissement de Paris     | Paris                   | Île-de-France              | inscrit    | « PA00086170 », notice no PA00086170 | 48° 51′ 45″ nord, 2° 21′ 36″ est   |       |
| Immeuble                                                                              | 4e arrondissement de Paris     | Paris                   | Île-de-France              | inscrit    | « PA00086331 », notice no PA00086331 | 48° 51′ 09″ nord, 2° 21′ 47″ est   |       |
| Maison                                                                                | 6e arrondissement de Paris     | Paris                   | Île-de-France              | inscrit    | « PA00088562 », notice no PA00088562 | 48° 50′ 57″ nord, 2° 19′ 50″ est   |       |
| Hôtel de Rothembourg                                                                  | 6e arrondissement de Paris     | Paris                   | Île-de-France              | inscrit    | « PA00088541 », notice no PA00088541 | 48° 50′ 56″ nord, 2° 19′ 36″ est   |       |
| Maison                                                                                | 6e arrondissement de Paris     | Paris                   | Île-de-France              | inscrit    | « PA00088563 », notice no PA00088563 | 48° 50′ 55″ nord, 2° 19′ 51″ est   |       |
| Immeuble                                                                              | 6e arrondissement de Paris     | Paris                   | Île-de-France              | inscrit    | « PA00088643 », notice no PA00088643 | 48° 50′ 59″ nord, 2° 20′ 15″ est   |       |
| Immeuble                                                                              | 6e arrondissement de Paris     | Paris                   | Île-de-France              | inscrit    | « PA00088557 », notice no PA00088557 | 48° 51′ 02″ nord, 2° 19′ 51″ est   |       |
| Immeubles                                                                             | 6e arrondissement de Paris     | Paris                   | Île-de-France              | inscrit    | « PA00088560 », notice no PA00088560 | 48° 50′ 58″ nord, 2° 19′ 52″ est   |       |
| Immeuble                                                                              | 6e arrondissement de Paris     | Paris                   | Île-de-France              | inscrit    | « PA00088572 », notice no PA00088572 | 48° 51′ 16″ nord, 2° 20′ 18″ est   |       |
| Maison des Filles de la Charité                                                       | 7e arrondissement de Paris     | Paris                   | Île-de-France              | inscrit    | « PA00088789 », notice no PA00088789 | 48° 51′ 04″ nord, 2° 19′ 25″ est   |       |
| Immeuble                                                                              | 8e arrondissement de Paris     | Paris                   | Île-de-France              | classé     | « PA00088860 », notice no PA00088860 | 48° 52′ 04″ nord, 2° 19′ 21″ est   |       |
| Immeuble                                                                              | 8e arrondissement de Paris     | Paris                   | Île-de-France              | inscrit    | « PA00088842 », notice no PA00088842 | 48° 52′ 06″ nord, 2° 19′ 22″ est   |       |
| Hôtel de Marillac                                                                     | Aigueperse                     | Puy-de-Dôme             | Auvergne-Rhône-Alpes       | inscrit    | « PA00091850 », notice no PA00091850 | 46° 01′ 21″ nord, 3° 12′ 09″ est   |       |
| Maison à arcades                                                                      | Aigueperse                     | Puy-de-Dôme             | Auvergne-Rhône-Alpes       | inscrit    | « PA00091853 », notice no PA00091853 | 46° 01′ 19″ nord, 3° 12′ 05″ est   |       |
| Maison                                                                                | Arlanc                         | Puy-de-Dôme             | Auvergne-Rhône-Alpes       | inscrit    | « PA00091868 », notice no PA00091868 | 45° 24′ 51″ nord, 3° 43′ 27″ est   |       |
| Église Saint-Aventin de Beauregard-l'Évêque                                           | Beauregard-l'Évêque            | Puy-de-Dôme             | Auvergne-Rhône-Alpes       | inscrit    | « PA00091888 », notice no PA00091888 | 45° 48′ 48″ nord, 3° 16′ 45″ est   |       |
| Maison                                                                                | Billom                         | Puy-de-Dôme             | Auvergne-Rhône-Alpes       | inscrit    | « PA00091912 », notice no PA00091912 | 45° 43′ 25″ nord, 3° 20′ 21″ est   |       |
| Maison à pans de bois                                                                 | Billom                         | Puy-de-Dôme             | Auvergne-Rhône-Alpes       | inscrit    | « PA00091915 », notice no PA00091915 | 45° 43′ 21″ nord, 3° 20′ 16″ est   |       |
| Maison à pans de bois                                                                 | Billom                         | Puy-de-Dôme             | Auvergne-Rhône-Alpes       | inscrit    | « PA00091909 », notice no PA00091909 | 45° 43′ 21″ nord, 3° 20′ 16″ est   |       |
| Maison à pans de bois                                                                 | Billom                         | Puy-de-Dôme             | Auvergne-Rhône-Alpes       | inscrit    | « PA00091913 », notice no PA00091913 | 45° 43′ 22″ nord, 3° 20′ 23″ est   |       |
| Maison                                                                                | Billom                         | Puy-de-Dôme             | Auvergne-Rhône-Alpes       | inscrit    | « PA00091914 », notice no PA00091914 | 45° 43′ 21″ nord, 3° 20′ 18″ est   |       |
| Maison à pans de bois                                                                 | Billom                         | Puy-de-Dôme             | Auvergne-Rhône-Alpes       | inscrit    | « PA00091911 », notice no PA00091911 | 45° 43′ 21″ nord, 3° 20′ 17″ est   |       |
| Donjon d'Espirat                                                                      | Espirat                        | Puy-de-Dôme             | Auvergne-Rhône-Alpes       | inscrit    | « PA00092123 », notice no PA00092123 | 45° 45′ 04″ nord, 3° 20′ 05″ est   |       |
| Maison                                                                                | Espirat                        | Puy-de-Dôme             | Auvergne-Rhône-Alpes       | inscrit    | « PA00092125 », notice no PA00092125 | 45° 45′ 03″ nord, 3° 20′ 03″ est   |       |
| Croix grecque de Fournols                                                             | Fournols                       | Puy-de-Dôme             | Auvergne-Rhône-Alpes       | inscrit    | « PA00092129 », notice no PA00092129 | 45° 31′ 00″ nord, 3° 35′ 19″ est   |       |
| Borne armoriée de Gerzat                                                              | Gerzat                         | Puy-de-Dôme             | Auvergne-Rhône-Alpes       | inscrit    | « PA00092130 », notice no PA00092130 |                                    |       |
| Abbaye Saint-Sébastien de Manglieu                                                    | Manglieu                       | Puy-de-Dôme             | Auvergne-Rhône-Alpes       | inscrit    | « PA00092161 », notice no PA00092161 | 45° 36′ 42″ nord, 3° 21′ 03″ est   |       |
| Tour de Grippel                                                                       | Marat                          | Puy-de-Dôme             | Auvergne-Rhône-Alpes       | inscrit    | « PA00092164 », notice no PA00092164 | 45° 40′ 18″ nord, 3° 41′ 57″ est   |       |
| Croix de carrefour de Marsat                                                          | Marsat                         | Puy-de-Dôme             | Auvergne-Rhône-Alpes       | classé     | « PA00092176 », notice no PA00092176 | 45° 52′ 31″ nord, 3° 04′ 37″ est   |       |
| Maison à pans de bois                                                                 | Pont-du-Château                | Puy-de-Dôme             | Auvergne-Rhône-Alpes       | inscrit    | « PA00092247 », notice no PA00092247 | 45° 47′ 55″ nord, 3° 14′ 54″ est   |       |
| Maison à pans de bois                                                                 | Pont-du-Château                | Puy-de-Dôme             | Auvergne-Rhône-Alpes       | inscrit    | « PA00092248 », notice no PA00092248 | 45° 47′ 54″ nord, 3° 14′ 54″ est   |       |
| Hôtel Soubrany                                                                        | Riom                           | Puy-de-Dôme             | Auvergne-Rhône-Alpes       | classé     | « PA00092288 », notice no PA00092288 | 45° 53′ 38″ nord, 3° 06′ 49″ est   |       |
| Hôtel Dufraisse                                                                       | Riom                           | Puy-de-Dôme             | Auvergne-Rhône-Alpes       | classé     | « PA00092282 », notice no PA00092282 | 45° 53′ 38″ nord, 3° 07′ 00″ est   |       |
| Borne armoriée de Gerzat                                                              | Saint-Beauzire                 | Puy-de-Dôme             | Auvergne-Rhône-Alpes       | inscrit    | « PA00092341 », notice no PA00092341 |                                    |       |
| Église Saint-Quentin de Saint-Quentin-sur-Sauxillanges                                | Saint-Quentin-sur-Sauxillanges | Puy-de-Dôme             | Auvergne-Rhône-Alpes       | inscrit    | « PA00092383 », notice no PA00092383 | 45° 33′ 00″ nord, 3° 23′ 38″ est   |       |
| Immeuble                                                                              | Thiers                         | Puy-de-Dôme             | Auvergne-Rhône-Alpes       | inscrit    | « PA00092443 », notice no PA00092443 | 45° 51′ 12″ nord, 3° 32′ 51″ est   |       |
| Immeuble                                                                              | Thiers                         | Puy-de-Dôme             | Auvergne-Rhône-Alpes       | inscrit    | « PA00092439 », notice no PA00092439 | 45° 51′ 17″ nord, 3° 32′ 52″ est   |       |
| Palais des comtes d'Auvergne                                                          | Vic-le-Comte                   | Puy-de-Dôme             | Auvergne-Rhône-Alpes       | inscrit    | « PA00092465 », notice no PA00092465 | 45° 38′ 36″ nord, 3° 14′ 46″ est   |       |
| Maison à pans de bois                                                                 | Vic-le-Comte                   | Puy-de-Dôme             | Auvergne-Rhône-Alpes       | inscrit    | « PA00092463 », notice no PA00092463 | 45° 38′ 38″ nord, 3° 14′ 45″ est   |       |
| Citadelle de Saint-Jean-Pied-de-Port                                                  | Saint-Jean-Pied-de-Port        | Pyrénées-Atlantiques    | Nouvelle-Aquitaine         | classé     | « PA00084506 », notice no PA00084506 | 43° 09′ 44″ nord, 1° 14′ 02″ ouest |       |
| Église Saint-Fructueux d'Iravals                                                      | Latour-de-Carol                | Pyrénées-Orientales     | Occitanie                  | classé     | « PA00104043 », notice no PA00104043 | 42° 27′ 36″ nord, 1° 53′ 38″ est   |       |
| Église Saint-Fructueux de Taurinya                                                    | Taurinya                       | Pyrénées-Orientales     | Occitanie                  | classé     | « PA00104138 », notice no PA00104138 | 42° 34′ 46″ nord, 2° 25′ 43″ est   |       |
| Mur Cléberg                                                                           | 5e arrondissement de Lyon      | Rhône                   | Auvergne-Rhône-Alpes       | classé     | « PA00117976 », notice no PA00117976 | 45° 45′ 38″ nord, 4° 49′ 18″ est   |       |
| Église Saint-Martin de Tours de Chenu                                                 | Chenu                          | Sarthe                  | Pays de la Loire           | classé     | « PA00109717 », notice no PA00109717 | 47° 36′ 46″ nord, 0° 20′ 18″ est   |       |
| Manoir de Venevelles                                                                  | Luché-Pringé                   | Sarthe                  | Pays de la Loire           | inscrit    | « PA00109785 », notice no PA00109785 | 47° 43′ 03″ nord, 0° 06′ 33″ est   |       |
| Tour Saint-Pierre                                                                     | Parcé-sur-Sarthe               | Sarthe                  | Pays de la Loire           | inscrit    | « PA00109899 », notice no PA00109899 | 47° 50′ 36″ nord, 0° 11′ 57″ ouest |       |
| Château de Caramagne                                                                  | Chambéry                       | Savoie                  | Auvergne-Rhône-Alpes       | inscrit    | « PA00118226 », notice no PA00118226 | 45° 35′ 11″ nord, 5° 54′ 51″ est   |       |
| Église Saint-Loup-de-Sens de La Croix-en-Brie                                         | La Croix-en-Brie               | Seine-et-Marne          | Île-de-France              | inscrit    | « PA00086918 », notice no PA00086918 | 48° 35′ 36″ nord, 3° 04′ 35″ est   |       |
| Château du duc d'Épernon                                                              | Fontenay-Trésigny              | Seine-et-Marne          | Île-de-France              | classé     | « PA00087006 », notice no PA00087006 | 48° 42′ 22″ nord, 2° 51′ 43″ est   |       |
| Ferme de Nangis                                                                       | Nangis                         | Seine-et-Marne          | Île-de-France              | inscrit    | « PA00087158 », notice no PA00087158 | 48° 33′ 18″ nord, 3° 00′ 49″ est   |       |
| Muséum d'histoire naturelle                                                           | Le Havre                       | Seine-Maritime          | Normandie                  | classé     | « PA00100716 », notice no PA00100716 | 49° 29′ 16″ nord, 0° 06′ 33″ est   |       |
| Immeubles                                                                             | Rouen                          | Seine-Maritime          | Normandie                  | inscrit    | « PA00100876 », notice no PA00100876 | 49° 26′ 38″ nord, 1° 05′ 28″ est   |       |
| Immeuble                                                                              | Rouen                          | Seine-Maritime          | Normandie                  | inscrit    | « PA00100885 », notice no PA00100885 | 49° 26′ 42″ nord, 1° 05′ 15″ est   |       |
| Immeuble                                                                              | Rouen                          | Seine-Maritime          | Normandie                  | inscrit    | « PA00100911 », notice no PA00100911 | 49° 26′ 24″ nord, 1° 05′ 49″ est   |       |
| Immeuble                                                                              | Rouen                          | Seine-Maritime          | Normandie                  | inscrit    | « PA00100870 », notice no PA00100870 | 49° 26′ 45″ nord, 1° 05′ 51″ est   |       |
| Immeubles                                                                             | Rouen                          | Seine-Maritime          | Normandie                  | inscrit    | « PA00100873 », notice no PA00100873 | 49° 26′ 51″ nord, 1° 05′ 56″ est   |       |
| Immeuble                                                                              | Rouen                          | Seine-Maritime          | Normandie                  | inscrit    | « PA00100886 », notice no PA00100886 | 49° 26′ 43″ nord, 1° 05′ 15″ est   |       |
| Immeuble                                                                              | Rouen                          | Seine-Maritime          | Normandie                  | inscrit    | « PA00100906 », notice no PA00100906 | 49° 26′ 27″ nord, 1° 05′ 50″ est   |       |
| Immeuble                                                                              | Rouen                          | Seine-Maritime          | Normandie                  | inscrit    | « PA00100910 », notice no PA00100910 | 49° 26′ 24″ nord, 1° 05′ 50″ est   |       |
| Immeuble                                                                              | Rouen                          | Seine-Maritime          | Normandie                  | inscrit    | « PA00100914 », notice no PA00100914 | 49° 26′ 25″ nord, 1° 05′ 48″ est   |       |
| Immeubles                                                                             | Rouen                          | Seine-Maritime          | Normandie                  | inscrit    | « PA00100918 », notice no PA00100918 | 49° 26′ 26″ nord, 1° 05′ 44″ est   |       |
| Immeuble                                                                              | Rouen                          | Seine-Maritime          | Normandie                  | inscrit    | « PA00100864 », notice no PA00100864 | 49° 26′ 36″ nord, 1° 05′ 44″ est   |       |
| Immeuble                                                                              | Rouen                          | Seine-Maritime          | Normandie                  | inscrit    | « PA00100878 », notice no PA00100878 | 49° 26′ 39″ nord, 1° 05′ 24″ est   |       |
| Immeuble                                                                              | Rouen                          | Seine-Maritime          | Normandie                  | inscrit    | « PA00100888 », notice no PA00100888 | 49° 26′ 47″ nord, 1° 05′ 55″ est   |       |
| Immeuble                                                                              | Rouen                          | Seine-Maritime          | Normandie                  | inscrit    | « PA00100920 », notice no PA00100920 | 49° 26′ 29″ nord, 1° 05′ 28″ est   |       |
| Immeuble                                                                              | Rouen                          | Seine-Maritime          | Normandie                  | inscrit    | « PA00100872 », notice no PA00100872 | 49° 26′ 48″ nord, 1° 05′ 54″ est   |       |
| Immeuble                                                                              | Rouen                          | Seine-Maritime          | Normandie                  | inscrit    | « PA00100880 », notice no PA00100880 | 49° 26′ 41″ nord, 1° 05′ 18″ est   |       |
| Maison de maître drapier-teinturier                                                   | Rouen                          | Seine-Maritime          | Normandie                  | inscrit    | « PA00100891 », notice no PA00100891 | 49° 26′ 29″ nord, 1° 06′ 08″ est   |       |
| Château de Saint-Eustache                                                             | Saint-Eustache-la-Forêt        | Seine-Maritime          | Normandie                  | inscrit    | « PA00101026 », notice no PA00101026 | 49° 33′ 21″ nord, 0° 27′ 06″ est   |       |
| Maison                                                                                | Abbeville                      | Somme                   | Hauts-de-France            | inscrit    | « PA00116035 », notice no PA00116035 | 50° 06′ 16″ nord, 1° 50′ 07″ est   |       |
| Château de Prouzel                                                                    | Prouzel                        | Somme                   | Hauts-de-France            | inscrit    | « PA00116223 », notice no PA00116223 | 49° 49′ 08″ nord, 2° 12′ 06″ est   |       |
| Allée couverte de la côte du Libéra                                                   | Arronville                     | Val-d'Oise              | Île-de-France              | classé     | « PA00079982 », notice no PA00079982 | 49° 09′ 45″ nord, 2° 07′ 11″ est   |       |
| Croix de cimetière de Nucourt                                                         | Nucourt                        | Val-d'Oise              | Île-de-France              | classé     | « PA00080146 », notice no PA00080146 | 49° 09′ 47″ nord, 1° 50′ 39″ est   |       |
| Église Notre-Dame de Taverny                                                          | Taverny                        | Val-d'Oise              | Île-de-France              | classé     | « PA00080211 », notice no PA00080211 | 49° 01′ 50″ nord, 2° 13′ 40″ est   |       |
| Chapelle Saint-François-de-Paule de Bormes-les-Mimosas                                | Bormes-les-Mimosas             | Var                     | Provence-Alpes-Côte d'Azur | inscrit    | « PA00081545 », notice no PA00081545 | 43° 09′ 05″ nord, 6° 20′ 40″ est   |       |
| Musée Calvet (Hôtel de Villeneuve-Martignan)                                          | Avignon                        | Vaucluse                | Provence-Alpes-Côte d'Azur | classé     | « PA00081881 », notice no PA00081881 | 43° 56′ 49″ nord, 4° 48′ 12″ est   |       |
| Château du Barroux                                                                    | Le Barroux                     | Vaucluse                | Provence-Alpes-Côte d'Azur | classé     | « PA00081957 », notice no PA00081957 | 44° 08′ 13″ nord, 5° 05′ 58″ est   |       |
| Arc d'Orange                                                                          | Orange                         | Vaucluse                | Provence-Alpes-Côte d'Azur | classé     | « PA00082097 », notice no PA00082097 | 44° 08′ 32″ nord, 4° 48′ 17″ est   |       |
| Château de Tourreau                                                                   | Sarrians                       | Vaucluse                | Provence-Alpes-Côte d'Azur | inscrit    | « PA00082157 », notice no PA00082157 | 44° 05′ 14″ nord, 4° 57′ 09″ est   |       |
| Chapelle Sainte-Luce de Taillades                                                     | Taillades                      | Vaucluse                | Provence-Alpes-Côte d'Azur | inscrit    | « PA00082170 », notice no PA00082170 | 43° 50′ 00″ nord, 5° 05′ 42″ est   |       |
| Commanderie des Moulins                                                               | Bournand                       | Vienne                  | Nouvelle-Aquitaine         | classé     | « PA00105363 », notice no PA00105363 | 47° 05′ 08″ nord, 0° 04′ 49″ est   |       |
| Église Saint-Hilaire de Mazeuil                                                       | Mazeuil                        | Vienne                  | Nouvelle-Aquitaine         | classé     | « PA00105527 », notice no PA00105527 | 46° 47′ 18″ nord, 0° 05′ 05″ est   |       |
| Château de Masseuil                                                                   | Quinçay                        | Vienne                  | Nouvelle-Aquitaine         | inscrit    | « PA00105665 », notice no PA00105665 | 46° 37′ 35″ nord, 0° 12′ 47″ est   |       |
| Calvaire                                                                              | Darney                         | Vosges                  | Grand Est                  | classé     | « PA00107126 », notice no PA00107126 | 48° 04′ 44″ nord, 6° 03′ 02″ est   |       |
| Abbaye de la Cour-Notre-Dame                                                          | Michery                        | Yonne                   | Bourgogne-Franche-Comté    | classé     | « PA00113740 », notice no PA00113740 | 48° 17′ 42″ nord, 3° 13′ 26″ est   |       |
| Église Saints-Gorgon-et-Barthélemy de Civry                                           | Civry-la-Forêt                 | Yvelines                | Île-de-France              | inscrit    | « PA00087408 », notice no PA00087408 | 48° 52′ 21″ nord, 1° 37′ 11″ est   |       |
| Parc de Maisons-Laffitte                                                              | Maisons-Laffitte               | Yvelines                | Île-de-France              | inscrit    | « PA00087500 », notice no PA00087500 | 48° 57′ 09″ nord, 2° 08′ 38″ est   |       |
| Château                                                                               | Saint-Germain-en-Laye          | Yvelines                | Île-de-France              | classé     | « PA00087611 », notice no PA00087611 | 48° 53′ 53″ nord, 2° 05′ 46″ est   |       |